# 弗雷德·拉塞尔
弗雷德里克·托马斯·拉塞尔（英語：Frederick Thomas Russell，1890年8月20日—1972年12月23日），新西兰男子草地滚球运动员。他曾代表新西兰参加1950年大英帝国运动会草地滚球比赛，获得一枚铜牌。